# Sofia Vitória
Sofia Vitória Inácio, född 28 april 1979 i Setúbal, är en portugisisk pop- och jazzsångerska och författare.
Sofia Vitória har studerat kommunikationsvetenskap vid Universidade Nova de Lisboa samt piano vid Conservatório Regional de Setúbal. 2004 deltog hon  i Festival RTP da Canção, Portugals uttagning till Eurovision Song Contest (ESC). Hon vann med bidraget Foi magia. I ESC lyckades hon inte kvalificera sig vidare till final.
Hon släppte sitt debutalbum Palavra de Mulher 2012. Hon författardebuterade 2013 med Dos dias – Um breve conto.